# Shinhwa
Gli Shinhwa (신화?, 神話?) sono una boy band K-pop sudcoreana formata a Seul nel 1998.
Il gruppo è composto da sei membri (i tre cantanti Lee Min-woo, Kim Dong-wan e Shin Hye-sung, e i tre rapper Eric Mun, Jun Jin e Andy Lee) ed ha debuttato il 24 marzo 1998, divenendo nel tempo la boy band più longeva nella storia del K-pop. Sono considerati parte della sua "prima generazione" insieme ad altri artisti come GOD, HOT e SES, venendo descritti come "leggendari"; la stessa parola "Shinhwa" in lingua coreana vuol dire "mito" o "leggenda".

## Storia
Il sestetto – composto da Eric Mun, Lee Min-woo, Kim Dong-wan, Jun Jin, Shin Hye-sung e Andy Lee – debutta sotto la SM Entertainment il 24 marzo 1998 con la canzone Resolver dall'omonimo album in studio, un fallimento commerciale per il quale vengono accusati di copiare i colleghi HOT della medesima agenzia e considerano lo scioglimento. Ciononostante, rimangono insieme e riescono a raggiungere il successo mainstream con il secondo album T.O.P (1999), che dà il via alla loro ascesa musicale.
Nel 2002 esce il sesto album Wedding e diventano la boy band più longeva nell'industria musicale sudcoreana. Poco dopo la SM Entertainment offre il rinnovo del contratto a tutti i membri fuorché Kim Dong-wan, perciò decidono di andarsene per rimanere insieme, firmando con la Good Entertainment. Tra il 2005 e il 2006 si dedicano alle attività soliste, prima di iniziare a promuovere l'ottavo album State of the Art con due performance alla Gymnasium Hall dell'Olympic Park e un tour asiatico che dura cinque mesi. Festeggiano il loro decimo anniversario con un concerto e l'uscita del nono album in studio Volume 9, prima di separarsi a causa del servizio militare obbligatorio. Durante la pausa, che dura quattro anni, lavorano come attori, intrattenitori e solisti.
Nel febbraio 2012 fondano una loro agenzia, la Shinhwa Company, per la gestione delle sole attività di gruppo; quelle soliste rimangono invece di competenza dei rispettivi rappresentanti. Tornano sulle scene in corrispondenza del loro 14º anniversario con un concerto tutto esaurito all'Olympic Gymnastics Arena che dà il via al tour asiatico che dura fino all'inizio di luglio. Dopo ulteriori attività soliste, il 16 maggio 2013 esce l'undicesimo album The Classic, accompagnato come il precedente da una tournée in Asia. Andy Lee è assente dal concerto per il sedicesimo anniversario del 2014 a causa di uno scandalo per gioco d'azzardo, apparendo soltanto durante l'ultimo show per estendere le sue scuse al pubblico.
Nel gennaio 2015 gli Shinhwa annunciano la loro partecipazione all'800º episodio di Inkigayo. Il gruppo vede così il ritorno di Andy Lee, in seguito alla lunga pausa presa da quest'ultimo. Nello stesso periodo, annunciano la pubblicazione del dodicesimo album in studio, intitolato We, uscito il 26 febbraio 2015. Il 29 maggio vincono la battaglia legale, durata 12 anni, contro la Joon Media (ex Open World Entertainment) che deteneva i diritti sul marchio "Shinhwa" dal 2005; la stessa Shinhwa Company stava operando come ShinCom Entertainment durante la causa.
Commemorando i vent'anni di attività, nel 2018 pubblicano una versione ri-registrata dai toni più dark di All Your Dreams dal terzo album, accompagnata da un video musicale. Il 28 agosto viene dato alle stampe l'EP Heart, accompagnato da due concerti all'Olympic Gymnastics Arena in ottobre. Nella stessa struttura si tiene lo show Chapter 4 il 20 e il 21 aprile 2019.

## Lascito
Gli Shinhwa sono la boy band sudcoreana più longeva, e sono spesso indicati tra i gruppi idol della "prima generazione" del K-pop insieme a HOT, SES, Sechs Kies, Fin KL e GOD. "Shinhwa" in coreano significa "mito" o "leggenda", e il gruppo stesso è stato definito "leggendario" per la sua longevità, accompagnata da un successo continuo accreditato alla loro capacità di reinventarsi con costanti cambi d'immagine, che hanno spaziato dal concept "misterioso" e "oscuro" del debutto a quello dei "flower boy" carini e di bell'aspetto, fino a incorporare completi eleganti e pettinature curate con l'avanzare della loro età anagrafica.
Hanno ispirato diversi artisti delle nuove generazioni, tra cui 2PM, Big Bang, Dreamcatcher, EXID, MAP6 e Seventeen.

## Formazione

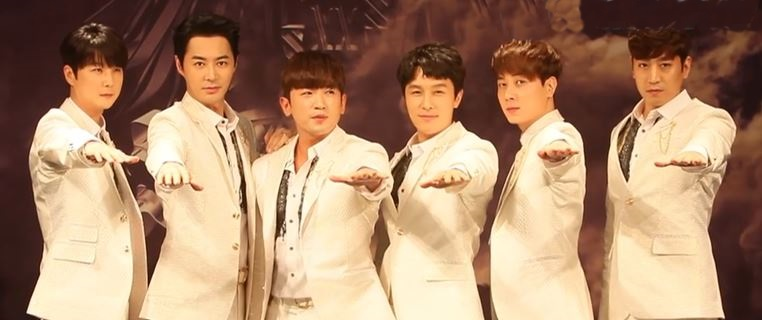
Gli Shinhwa per il loro 20º anniversario. Da sinistra: Shin Hye-sung, Jun Jin, Lee Min-woo, Kim Dong-wan, Andy Lee ed Eric Mun.

- Eric Mun – leader, rap (1998-presente)
- Lee Min-woo – voce (1998-presente)
- Kim Dong-wan – voce (1998-presente)
- Shin Hye-sung – voce (1998-presente)
- Jun Jin – rap (1998-presente)
- Andy Lee – rap (1998-presente)

## Discografia

### Album in studio
- 1998 – Resolver
- 1999 – T.O.P
- 2000 – Only One
- 2001 – Hey, Come On!
- 2002 – Perfect Man
- 2002 – Wedding
- 2003 – Winter Story
- 2004 – Brand New
- 2004 – Winter Story 2004–2005
- 2006 – State of the Art
- 2006 – Inspiration #1
- 2008 – Volume 9
- 2012 – The Return
- 2013 – The Classic
- 2015 – We
- 2017 – Unchanging: Touch

### Album dal vivo
- 2001 – 2001 1st Live Concert
- 2003 – The Everlasting Mythology: Shinhwa 2nd Concert
- 2006 – 2005 Japan Tour Live Document

### EP
- 2005 – Summer Story 2005
- 2007 – Winter Story 2006–2007
- 2007 – Winter Story 2007
- 2016 – Unchanging: Part 1 Orange
- 2018 – Heart

### Raccolte
- 2002 – My Choice
- 2002 – Perfect
- 2003 – Best of Shinhwa 2001–2003
- 2003 – Best Hits Collection 1998–2003
- 2005 – Precious: Essential Collection

## Tournée
- 2003-2004 – Winter Story Tour 2003-04
- 2006 – Shinhwa 2006 Asia Tour: State of the Art
- 2015 – 2015 Shinhwa 17th Anniversary concert: WE